# Павел Брайков
Павел Станев Брайков (1855 – 9 август 1929) е български опълченец и кмет на Хасково от март 1901 г. до началото на 1902 г.

## Биография

### Детство
Павел Станев Брайков е роден в Копривщица през 1855 г. в семейството на овчари. Баща му умира рано и той помага на майка си и по-малкия си брат. Припечелва по някой лев, като работи в местната аптека като прислужник, в свободното си време след училище. Изключително трудолюбив и буден ученик е. Неговите учители често го изпращат да пренася писма, зашити в абичката му, по домовете на болните заедно с лекарствата. Съобразителен и любознателен е. Независимо че в Копривщица няма много турци, той от рано живее с мечтата за освобождението на родината си.

### Образование
На 14-годишна възраст е изпратен в Цариград да продължи образованието си на издръжка на Цариградската българска община. Завършва успешно втори и трети (сегашни шести и седми) клас и е изпратен да учи в Одеса. Там завършва четвърти (осми) клас. Взема участие във войната на Сърбия срещу Турция. За тази цел доброволно напуска Одеската гимназия и заминава в Кладово, където се обучава на военно дело.

### Участие в Руско-турската война (1877 – 1878 г.)
Записва се в бригадата на руския майор Михаил Черняев и участва във всички сражения на този батальон. След обявяването на Руско-турската война (1877 – 1878 г.) той попада в първа опълченска дружина. От преминаването на Дунав на войските до последния ден на войната той взема участие във всички сражения. В началото на войната е в дружината на подполковник Константин Кесяков. След това е в състава на предния отряд на генерал-адютанта Гурко. Участва в освобождението на Търново, преминава Балкана и взима участие в освобождението на Казанлък и Стара Загора. Шипка е върхов момент в неговата военна кариера. На 9 – 12 август защитава прохода Шипка под командването на генерал-лейтенант Скобелев-син. Там е ранен в главата, защото като младеж с нисък ръст непрекъснато носи вода от поточе, постоянно обстрелвано от ордите на Сюлейман паша. От 24 до 29 август 1877 г. взема участие при преминаването на Балкана. В края на войната участва в разпръсването на струпаните башибозуци край селата Садово, Кадър факли и Каржаларе на 22 януари 1878 г.

### Почести
Със Заповед 178 е произведен в чин унтер-офицер. За героичното си участие във войната е награден с всички бойни награди, дадени на българското опълчение от Първа дружина. Те са следните:
- руски ордени – бронзов и сребърен (1877 – 1878 г.)
- български – на опълченците за Освобождението (1877 – 1878 г.)
- Ески Загра, Шипка, Шейново – 19 юли 1880 г.
- „За Храброст“ – княз на България 1879 г.
- „Фердинанд“ – княз Български
- На поборниците 20 априлий 1901 г.
- „Българско царство“, Търново 22 септември – 1908 г.
- сръбски „За храброст“ 1876 г. Милан Обрекович, княз сребски

Всички медали се намират в музея в Хасково.

### След войната
След войната, заедно с неговата военна част са изпратени в Хасково, за да бранят местното население от бягащите към Турция разгромени турски войски. Така той се установява в Хасково, оженва се и има 5 дъщери и 1 син (рано починал).
Павел Брайков е един от основателите на Поборническо-опълченското дружество в града. През 1920 г. с протокол N24 е обявен за почетен председател на дружеството на запасните офицери. Активно участва в инициативата за издигане на паметници край Стара Загора, където са се водили боеве и в центъра на Хасково. През 1923 г. той е удостоен с диплом за почетен член на Габрово. Хасковци го уважават и почитат. Кмет на града от март 1901 до началото на 1902 г. Умира на 9 декември 1929 г. в Хасково.